# Sekip (Lubuk Pakam)
Sekip is een bestuurslaag in het regentschap Deli Serdang van de provincie Noord-Sumatra, Indonesië. Sekip telt 17.597 inwoners (volkstelling 2010).